# José Juan Ortega
José Juan Ortega Padilla (Zapotitlán de Vadillo, Jalisco, 1904 - 4 de noviembre de 1976) escritor, militar, periodista y poeta mexicano. Obtuvo el tituló de abogado en la Ciudad de México e ingresó al Ejército Mexicano participando activamente en la Revolución mexicana, donde alcanzó el grado de general de división. 
Ingresó a la edad de 13 años al Seminario Conciliar, que era la única institución de educación superior en el Estado. Posteriormente realizó estudios de secundaria en la escuela superior “Porfirio Díaz”. En 1912 obtuvo el título de profesor de enseñanza primaria elemental. De 1912 a 1914 estudió como becado por el gobierno de Jalisco en la Escuela Normal de Profesores de México. El 7 de mayo de 1914 ingresó al Ejército Constitucionalista en la División de Noroeste del Gral. Álvaro Obregón, siendo militar hasta 1946, en que causó baja por jubilación con el grado de general de división.
A su retiro, se desempeñó como maestro de la Escuela Normal de Maestros y en la Universidad de Colima. Fue humanista, realizando su obra más destacada, “La Odisea estudiantil revolucionaria” en 1955. Ya de edad avanzada, el general y licenciado José Juan Ortega, jubilado del ejército, fue juez de paz en Tecomán. Recibió la Medalla al Mérito José Roberto Levy en la categoría de literatura.. Una calle del poblado El Diezmo en Colima lleva su nombre.